# Nizozemski Surat

Surat ali Soeratte je bil med letoma 1616 in 1795 direkcija Nizozemske vzhodnoindijske družbe z glavno tovarno v mestu Surat. Surat je bil pomembno trgovsko mesto Mogulskega cesarstva ob reki Tapti in Portugalci so tam trgovali od leta 1540. V začetku 17. stoletja so portugalske trgovce izpodrinili angleški in nizozemski trgovci.
Zaradi notranjih nemirov v Mogulskem cesarstvu je trgovina Surata z mogulsko prestolnico Agro postopoma upadla v začetku 18. stoletja. Večina trgovine se je preselila v Bombaj, novo prestolnico angleškega Zahodnega predsedstva . Mesto je postalo del Britanske Indije kot posledica tretje karnatske vojne (1756–1763). Medtem ko so trgovci nizozemske vzhodnoindijske družbe nadaljevali s trgovanjem v Suratu, so postali podrejeni Angležem.
Nizozemske posesti v Suratu so britanske sile zasedle leta 1795 po navodilih nizozemskega stadtholderja Viljema V., ki je želel preprečiti, da bi revolucionarna Francija prevzela nizozemske posesti v Aziji. Leta 1818 so bile te posesti vrnjene Nizozemcem, a leta 1825 ponovno predane Angležem zaradi določb anglo-nizozemske pogodbe iz leta 1824 .

## Zgodovina
Pieter van den Broecke je leta 1616 ustanovil nizozemsko trgovsko postojanko v Suratu, potem ko so bila prejšnja prizadevanja neuspešna. Nizozemska vzhodnoindijska družba je bila prisiljena ustanoviti to trgovsko postojanko, potem ko jim sultan iz Aceha ni več dovolil kupovati poceni bombaža na lokalnem trgu. Leta 1668 so se nizozemskim in angleškim trgovcem pridružili Francozi, ki so tam ustanovili svojo prvo trgovsko postajo na indijski podcelini.
Leta 1691 je Hendrik van Rheede, upravitelj nizozemske vzhodnoindijske družbe, umrl na poti iz Kočija v Nizozemskem Malabarju v Surat. Pokopan je bil z veliko pompa na nizozemsko-armenskem pokopališču Surat.
Do leta 1759 je trgovina Nizozemske vzhodnoindijske družbe močno upadla. Trgovina se je večinoma preselila v britanski Bombaj, kjer je Surat igral le podrejeno vlogo. Zaradi določil Kewovih pisem je nizozemski Surat leta 1795 prišel pod zaščito Angležev, ki so obljubili, da ga bodo vrnili Nizozemcem, ko se ponovno vzpostavi mir v Evropi. Sprva so Angleži dovolili Nizozemcem, da nadaljujejo s trgovino in jim celo dovolili, da na svojih tovarnah izobesijo nizozemsko zastavo, toda februarja 1797 je angleška zastava zamenjala nizozemsko zastavo, tri mesece kasneje pa so zadnje nizozemske vojaške sile zapustil mesto.
Amienska pogodba iz leta 1802 naj bi nizozemski Surat povrnila pod nizozemsko oblast, zaradi česar so Nizozemci poslali komisijo pod vodstvom Carla Ludwiga Maximiliana van Albedylla, da bi prevzela nizozemsko tovarno v Suratu. Toda preden je bil Surat vrnjen Nizozemcem, so se sovražnosti v Evropi nadaljevale in Van Albedyll in njegova družba so 30. avgusta 1803 postali vojni ujetniki. Van Albedyll je umrl manj kot leto kasneje, ko je bil še v zaporu, 12. avgusta 1804.
Ko je anglo-nizozemska pogodba iz leta 1814 ponovno vrnila nizozemsko posest v Suratu pod nizozemsko oblast, je bil Van Albedyllov sin Conrad Josef Gustaf van Albedyll, ki je odpotoval v Surat kot del komisije pod vodstvom svojega očeta, imenovan za novega rezidenta Nizozemskega Surata 1. maja 1818. Na položaju je ostal, dokler Nizozemski Surat ni bil ponovno prepuščen Britancem z anglo-nizozemskim sporazumom iz leta 1824, ki je vzhodno Azijo razdelil na nizozemsko in britansko vplivno sfero.

## Zapuščina
Surat ima še vedno nizozemsko-armensko pokopališče, na katerem je mavzolej Hendrika van Rheedeja. Bharuč ima ostanke nizozemske lože in nizozemsko pokopališče.   Agra ima mavzolej Jana Willema Hessinga (1739–1803), nizozemskega vojaka, ki je postal vojaški svetovalec maharaje Mahadadžija Šindeja.

## Trgovalne postaje
| Naselje   | Vrsta   | Ustanovljeno | Razstavljeno | Opombe |
| --------- | ------- | ------------ | ------------ | --- |
| Surat     | Tovarna | 1616         | 1825         | Ustanovil Pieter van den Broecke leta 1616. Potem ko so Britanci leta 1759 mogolskemu cesarstvu zavzeli mesto Surat, se je vloga trgovske postaje zmanjšala. Sčasoma prepuščen Britancem v pismih Kew in začasno vrnjen Nizozemcem med letoma 1818 in 1825.                                                                    |
| Ahmadabad | Tovarna | 1617         | 1744         | Pomembno trgovsko pristanišče. Pisarna nizozemske vzhodnoindijske družbe je bila ustanovljena leta 1617 in nazadnje opuščena leta 1744. |
| Agra      | Tovarna | 1621         | 1720         | Prestolnica mogulskega imperija. Zaradi oddaljene lokacije šest tednov potovanja iz Surata trgovske postojanke skoraj nikoli niso obiskali inšpektorji nizozemske vzhodnoindijske družbe. Zasebno trgovanje (ki ga je nizozemska vzhodnoindijska družba prepovedala) in korupcija sta tukajšnje trgovce naredila bogate ljudi. |
| Khambhat  | Tovarna | 1617         | 1643         | Precej neuspešna pošta zaradi nezmožnosti ladij, da pristanejo v pristanišču ob oseki. Po težavah z lokalnimi trgovci so se leta 1643 zaprli. |

## Galerija slik
- "Logie van Suratte", pogled na ložo nizozemske vzhodnoindijske družbe (VOC) v Suratu, kot jo je aprila 1629 videl Pieter van den Broecke (1585-1640), nizozemski trgovec s tkaninami v službi VOC.
- Nizozemska loža v Ahmedabatu.
- Nizozemska loža v Agri.
- Nizozemsko-armensko pokopališče v Suratu.